# Experimentkinder
Als Experimentkinder (dänisch eksperimentbørn)  wurden Anfang des 21. Jahrhunderts eine Gruppe von 22 Inuitkindern aus Grönland bekannt, die 1951 Teil eines missglückten Sozialexperiments waren. Dänemark brachte die Kinder seiner damaligen Kolonie Grönlands nach Dänemark, wo sie in Pflegefamilien unterkamen. Sie sollten mit der dänischen Sprache und der modernen dänischen Kultur aufwachsen, zu „kleinen Dänen“ erzogen werden und nach einem halben, bzw. einem Jahr wieder nach Grönland zurückkehren, um später ihr Land zu modernisieren.
Das Experiment scheiterte und die Kinder erlitten traumatische Folgen. Obwohl es sich eigentlich um Waisenkinder handeln sollte, hatten die meisten Familien. Sechs der Kinder wurden in Dänemark adoptiert – ohne Kenntnis ihrer Eltern oder sogar gegen deren Willen. Die übrigen sechzehn kehrten zwar nach Grönland zurück, jedoch nicht zu ihren Familien, sondern in ein dänischsprachiges Waisenhaus. Etwa die Hälfte der Kinder entwickelten psychische Störungen. Die Hälfte starb bereits als Heranwachsende.
Im Jahr 2020 entschuldigte sich die dänische Regierung für das Vorgehen, nachdem Offizielle in Grönland dies zuvor jahrelang – auch im Kontext einer kolonialen Aufarbeitung – gefordert hatten. 2021 erhoben die Überlebenden eine Entschädigungsklage gegen die dänische Regierung.

## Kolonialer und sozialer Hintergrund
Nach dem Zweiten Weltkrieg war die Armut in Grönland groß und der Bildungs- und Lebensstandard niedrig. In Kreisen der dänischen Regierung und bei Nichtregierungsorganisationen war die Ansicht verbreitet, die Gesellschaft in Grönland sei unterentwickelt; es müsse ihr daher bei ihrer Entwicklung geholfen werden.
Behörden in Dänemark und Grönland, die grönländischen Nationalräte und private dänische NGOs trafen die Entscheidung, eine Gruppe von Kindern für ein Jahr nach Dänemark zu bringen. Sie sollten dort Dänisch lernen und erzogen werden, um dann als „kleine Dänen“ nach Grönland zurückzukehren. Nach der Kolonialismusforscherin Claire Louise McLisky sollten diese die „neue herrschende Klasse der Grönländer“ bilden.
Das Rote Kreuz und das nationale Mitglied der Kinderhilfsorganisation Save the Children, Red Barnet, wurden mit der Umsetzung des Experiments beauftragt. Zwar erklärten viele Erziehungsberechtigte ihr Einverständnis damit, die Kinder nach Dänemark zu schicken, umstritten ist jedoch, ob sie dabei das Ausmaß des Experiments kannten. Die Eltern wollten den Kindern eine bessere Zukunft ermöglichen, wussten aber nicht, dass sie die Kinder nicht wiedersehen würden.

## Das Experiment

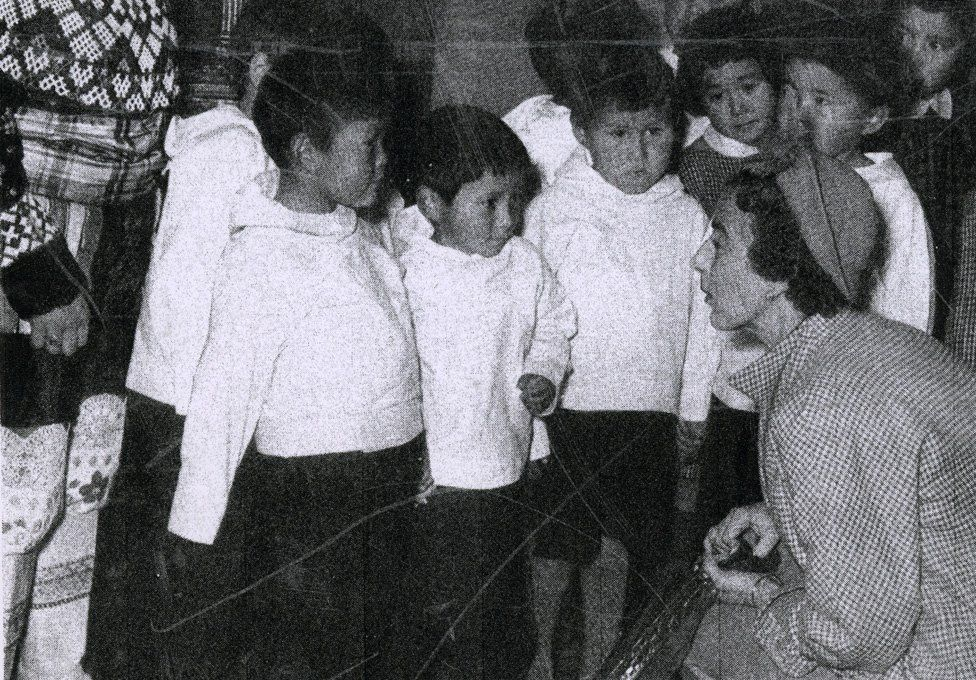
Königin Ingrid zu Besuch in Fedgaarden in 1951

Priester aus Grönland wurden dazu bestimmt, die Kinder in Heimen und Schulen nach vorgegebenen Kriterien für das Experiment auszuwählen. Die Kinder sollten etwa sechs Jahre alt sein, gesund, intelligent und Waisen. Den Priestern gelang es jedoch nicht, genügend Teilnehmer nach diesen Kriterien zu finden. Daher wurden die Kriterien erweitert auf Halbwaisen und auf das Alter fünf bis acht Jahre.
Als das Schiff MS Disko im Mai 1952 von Godthåb (seit 1979 Nuuk genannt) in See stach, waren 22 Kinder an Bord. Sechs waren Waisen und ein Kind war zu Beginn des Versuchs bereits neun Jahre alt. An Bord waren dreizehn Jungen und neun Mädchen. Nach einer kurzen Reise erreichten sie Kopenhagen in Dänemark. Helene Thiesen, eines der Kinder, hatte von diesem Land noch nie gehört. Sie wurden in ein sogenanntes Ferienlager in Fedgaarden gebracht, welches von Red Barnet betrieben wurde. Tatsächlich handelte es sich um eine Quarantänemaßnahme, aus Angst, die Kinder könnten ansteckende Krankheiten haben.
Nach Ankunft der Kinder in Kopenhagen wurde das Experiment medial verfolgt. Auch Dänemarks Königin Ingrid besuchte das Lager und ließ Fotos von sich und den Kindern machen. Thiesen sagte, sie hätte den Besuch der Königin überhaupt nicht verstanden; das generelle Unbehagen sei auch auf den Fotos sichtbar, wo keines der Kinder lächelte.
Nach der Quarantäne wurden die Kinder zu ihren Pflegefamilien gebracht, wo sie länger als ein Jahr blieben. Sie lernten Dänisch und vergaßen die grönländische Sprache. Die ursprüngliche Idee war, dass sie nach etwa sechs Monaten nach Grönland zurückkehren sollten. Dort sollten sie jedoch nicht zu ihren Familien zurückkehren, sondern in einem vom Roten Kreuz gebauten Heim leben, dessen Bau sich verzögerte. Während des langen Aufenthaltes in Dänemark wurden sechs Kinder von dänischen Familien adoptiert – ohne das Wissen der Eltern.
Sechzehn Kinder kehrten nach Grönland zurück und wurden laut der Archivunterlagen als „Spitzenklasse“ eingeordnet. Für die Kinder war die Rückkehr traumatisch: Keines der Kinder sollte je wieder bei seiner Familie leben; selbst wenn dies möglich gewesen wäre, konnten sie nicht mehr dieselbe Sprache sprechen. Auch in Grönland war ihr Alltag von der dänischen Kultur bestimmt. Sie wurden im dänischen Waisenhaus untergebracht, und es war ihnen nur erlaubt, Dänisch zu sprechen. Dies galt auch für die Angestellten des Waisenhauses, welche Inuit waren. Der Kontakt zu ihren Familien wurde nur sehr eingeschränkt zugelassen – ein wöchentlicher Besuch wurde erlaubt.

## Auswirkungen auf die betroffenen Kinder

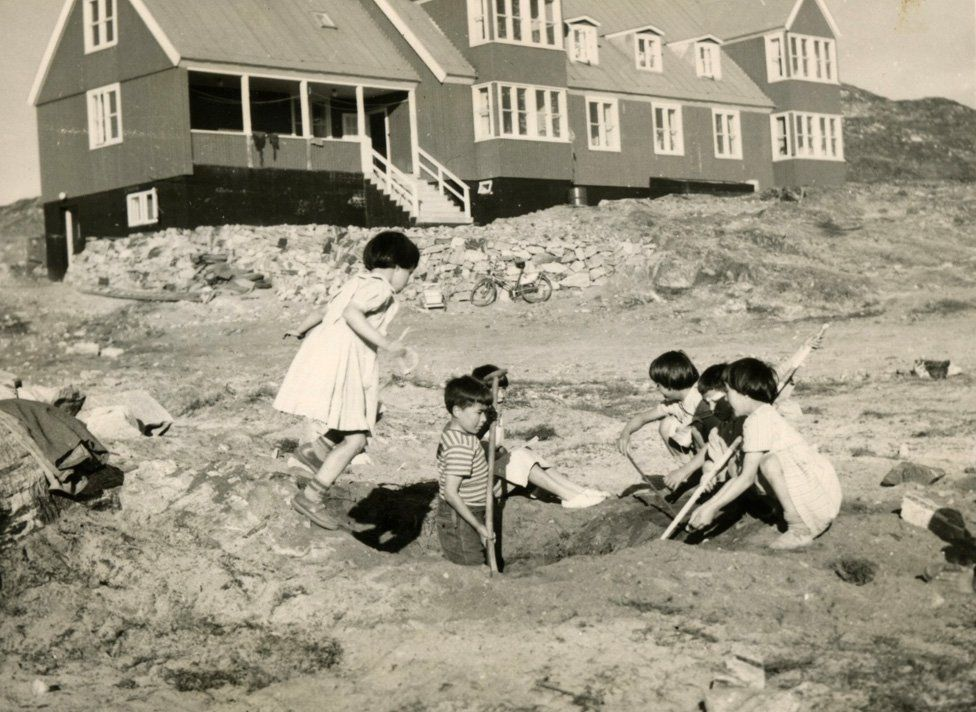
Kinder im Waisenhaus in Grönland

Im Jahr 1960 hatten alle Kinder des Experiments das Waisenhaus verlassen. Die Kinder litten über Jahrzehnte unter den Folgen des Experiments: Sechzehn der 22 Kinder verbrachten den Großteil ihres Lebens außerhalb Grönlands. Etwa die Hälfte der Kinder zeigten psychische Auffälligkeiten, waren drogenabhängig oder unternahmen Suizidversuche.  Etwa die Hälfte starb als junge Erwachsene. Die Kinder waren kultureller Isolation und sozialer Entfremdung zum Opfer gefallen, und Thiessen sagte, sie „hätten den Sinn ihres Lebens verloren“. Die auf der Insel Verbliebenen wurden zu einer Randgruppe der Gesellschaft. Einige von ihnen lebten nicht in Familien, andere gaben später ihre eigenen Kinder fort.
Auch der durch sie erhoffte soziale Aufbau und die Modernisierung der grönländischen Gesellschaft blieben aus.  Aus der vermeintlichen Elite wurden wurzellose Menschen mit gebrochenen Biografien. Die teilnehmenden Kindern erhielten jahrzehntelang keine Informationen, fühlten jedoch, dass etwas nicht stimmte, litten unter mangelndem Selbstvertrauen und Verlustgefühlen.

## Weitere Experimente
Ähnliche Experimente wurden auch in den 1960er und 1970er Jahren durchgeführt: Die Kinder waren jedoch älter, wurden nur für eine kurze Zeit nach Dänemark geschickt und kehrten danach zu ihren Familien zurück. Wie das erste Experiment hatten diese Experimente ebenfalls negative Auswirkungen auf die Kinder.

## Aufarbeitung nach 70 Jahren
Die dänische Regierung schwieg jahrzehntelang zu dem Experiment. So berichtete die Teilnehmerin Helene Thiesen, erst im Jahr 1996 erfahren zu haben, dass sie eine Teilnehmerin des Experiments gewesen war. Jedoch habe nicht die dänische Regierung sie informiert, sondern eine dänische Schriftstellerin, welche die Dokumente in dänischen Nationalarchiven fand und sich bei ihr meldete.
Im Jahr 1998 bedauerte das Dänische Rote Kreuz seine Rolle im Experiment und teilte sein Bedauern mit.
Im Jahr 2009 forderte der Grönländische Premierminister, Kuupik Kleist, eine Entschuldigung der dänischen Regierung. Er nannte das Experiment einen „klassischen Fall von Kolonialismus“. Die dänischen Sozialdemokraten forderten ebenfalls eine Entschuldigung; sie nannten das Experiment ein „schwarzes Kapitel“ der Nation. Sie forderten ebenfalls eine Aufarbeitung des Experiments durch eine Expertenkommission.
Trotz dieser Aufrufe entschuldigte sich der dänische Premierminister, Lars Løkke Rasmussen, nicht. Er meinte stattdessen: „Die Geschichte kann nicht geändert werden. Die Regierung sieht das Zeitalter des Kolonialismus als geschlossenes Kapitel unserer gemeinsamen Geschichte an. Wir sollten froh sein darüber, dass die Zeiten sich geändert haben.“ Die NGO Red Barnet entschuldigte sich für das Experiment. Die Organisation musste jedoch auch zugeben, dass ein Teil ihrer Unterlagen des Experiments fehlten und möglicherweise vernichtet worden seien. Es habe sich eindeutig um eine Verletzung der Grundrechte der Kinder gehandelt. Es habe kaum ein Recht gegeben, das nicht verletzt worden sei, gab die damalige Generalsekretärin der NGO Mimi Jacobsen zu. Im Jahr 2015 entschuldigte sich die Mitgliedsorganisation von Save the Children erneut. Ihr Generalsekretär fügte an, dass „die Organisation nicht mehr zu einer solchen Zusammenarbeit mit der Regierung bereit sei.“
Die Einordnung des Experiments war umstritten. Zumindest ursprünglich wurde nicht hinterfragt, dass die Modernisierungsreformen, den Lebensstandard zu erhöhen und die öffentliche Gesundheit zu verbessern, das übergeordnetes Ziel des Experiments war. Jahrzehnte nach seinem Scheitern wurden Stimmen lauter, die auch den kolonialen Hintergrund und die massiven Auswirkungen auf die Inuit-Volksgruppe zur Einordnung des Experiments heranzogen. Wie Rasmussen wollten sich auch die Premierminister nach ihm nicht entschuldigen. Helle Thorning-Schmidt weigerte sich, bei einer Untersuchung mitzuarbeiten. Im Jahr 2019 stellten zwei grönländische Mitglieder des Folketing Forderungen: Aaja Chemnitz Larsen (Inuit Ataqatigiit) verlangten eine Entschuldigung und Ineqi Kielsen (Siumut) die Einsetzung einer Untersuchungskommission. Rasmussen stimmte mit dem grönländischen Premierminister, Kim Kielsen, der Einsetzung einer Kommission zu, verweigerte aber weiterhin eine Entschuldigung.
Im nächsten Jahr erhielt die dänische Regierung den Report der Kommission, die insgesamt die Aufarbeitung der Auswirkungen des Kolonialismus Dänemarks diente und eine Wahrheits- und Versöhnungskommission war. Daraufhin entschuldigten sich die dänische Regierung und ihre Premierministerin Mette Frederiksen offiziell für das Experiment. Sechs Teilnehmer des Experiments waren noch am Leben. Unter ihnen war Helene Thiesen, welche 76 Jahre alt war. Thiesen war dafür, die Schuld der Regierung offiziell anzuerkennen. Im Dezember 2021 klagten die Überlebenden auf 250.000 Dänische Kronen als Entschädigungszahlung vom Staat Dänemark, wegen der Verletzung geltenden Rechts und Menschenrechtsverletzungen. Astrid Krag, die dänische Sozialministerin, sagte, die Regierung spreche mit ihren Anwälten; sie betonte jedoch, dass das Wichtigste in dieser Angelegenheit die offizielle Entschuldigung gewesen sei. Im März 2022 gab die Regierung bekannt, dass die noch lebenden sechs Teilnehmer des Experiments eine persönliche Entschuldigung der Premierministerin sowie jeder die geforderten 250.000 Kronen erhalten werden. Frederiksen reiste nach Nuuk, um sich in einer Rede im Beisein der Überlebenden zu entschuldigen.

## Mediale Rezeption
Der Deutschlandfunk berichtete bereits 2009:

„Die dänische Öffentlichkeit ist schockiert über ein Kapitel der Kolonialzeit, das die Beteiligten gezeichnet hat und teils noch heute traumatisiert. Im Mittelpunkt: 22 grönländische Kinder und ein paternalistisches Dänemark, das es mit einem ‚Experiment‘ gut meinte.“

Die Neue Zürcher Zeitung schrieb 2019:

„Als Dänemark den «Grönland-Kindern» die Zukunft raubte

Sieben Jahrzehnte nach einem kolonialistischen Bildungsexperiment, das krachend scheiterte, wagt sich Kopenhagen an eine historische Bewertung des Debakels. Es ist die längst fällige Auseinandersetzung mit einer dunklen Seite der jüngeren dänischen Geschichte.“

Adrienne Murray nannte die Vorfälle in der BBC „ein gescheitertes Sozialexperiment der 50er Jahre“. The Guardian titelte „Herzloses soziales Experiment“. Laura Hindelang beschrieb im Stern die Spätfolgen: „Die letzten sechs Überlebenden leiden noch immer unter den Folgen dieses ‚Experiments‘.“

## Spielfilm
Im Jahr 2010 wurde das dänische Drama Eksperimentet veröffentlicht, welches auf dem Schicksal dieser Kinder beruht.

## Bibliographie
- Jens Betak, Hansigne Broberg:  Eksperimentbarn: Undskyldning skal fejres med mattak og tørfisk (deutsch: Experimentenkind: Entschuldigung wird mit Essensdecken und Trockenfisch gefeiert) In: KNR, 8. Dezember 2020. Abgerufen am 8. Dezember 2021 (dänisch).
- Luna Finnsson:  Greenland demands apology for Danish child experiments In: Ice News, 14. August 2009. Abgerufen am 17. Januar 2022 (englisch).
- Tara John:  How a failed social experiment in Denmark separated Inuit children from their families In: CNN, 14. Januar 2022. Abgerufen am 18. Januar 2022 (englisch).
- Kassaaluk Kristensen:  Helene Thiesen: Forløsende undskyldning (deutsch: Helene Thiesen: Eine erlösende Entschuldigung) In: Sermitsiaq, 15. März 2022. Abgerufen am 20. Juni 2022 (dänisch).
- Knud Fl. Larsen:  Sådan var livet for Gabriel Schmidt efter eksperimentet (deutsch: Wie das Leben von Gabriel Schmidt nach dem Experiment aussah) In: Sermitsiaq, 18. März 2022. Abgerufen am 16. Oktober 2023 (dänisch).
- Claire Louise McLisky: The history and legacy of popular narratives about early colonial missions to Greenland and Australia. In: Journal of Social History. 50. Jahrgang, Nr. 3, 2017, ISSN 1527-1897, S. 534–554, doi:10.1093/jsh/shw043 (englisch, jhu.edu).
- Stephen James Minton, Helene Thiesen: Residential schools and indigenous peoples: From genocide via education to the possibilities for process of truth, restitution, reconciliation, and reclamation. Routledge, 2020, ISBN 978-1-138-61558-8, Greenland, doi:10.4324/9780429463044-5 (englisch).
- Astrid Helmer Mørck:  Derfor gik eksperimentet med de grønlandske børn galt (deutsch: Warum das Experiment mit den grönländischen Kindern schief ging) In: TV2, 8. Dezember 2020. Abgerufen am 26. Dezember 2021 (dänisch).
- Adrienne Murray:  Lost lives of Greenland's Inuit children uprooted by Denmark In: BBC News, 9. März 2022 (englisch).
- Astrid Nonbo Andersen: The yearbook of polar law. Koninklijke Brill NV, Leiden 2020, ISBN 978-90-04-41874-5, The Greenland Reconciliation Commission: Moving away from a legal framework (englisch).
- Astrid Nonbo Andersen: Et ambivalent opgør. In: Dansk Institut for Internationale Studier. 25. Mai 2021, abgerufen am 22. Januar 2022 (dänisch).
- Ellen Otzen:  The children taken from home for a social experiment In: BBC News, 9. Juni 2015. Abgerufen am 8. Dezember 2021 (englisch).
- Regin Winther Poulsen:  Greenlanders shipped to Denmark as children seek compensation In: Al Jazeera, 20. Dezember 2021. Abgerufen am 26. Dezember 2021 (englisch).
- Helle Nørrelund Sørensen:  Eksperimentbørn får 250.000 kroner i erstatning fra staten (deutsch: Experimentkinder erhalten DKK 250,000 als Kompensatzionszahlung vom Staat) In: KNR, 28. Februar 2022. Abgerufen am 16. Oktober 2023 (dänisch).
- Søren Rud: Colonialism in Greenland: Tradition, governance, and legacy. Palgrave Macmillan, 2017, ISBN 978-3-319-46157-1 (englisch).
- Denmark apologises to children taken from Greenland in a 1950s social experiment In: BBC News, 8. Dezember 2020. Abgerufen am 22. Januar 2022 (englisch).
- En personlig beretning af 'eksperimentet' (deutsch: Ein persönlicher Bericht über das „Experiment“) In: Sermitsiaq, 25. März 2011. Abgerufen am 17. Januar 2022 (dänisch).